# カリクレス (プラトン)
カリクレス（カッリクレース、カルリクレスとも、古希: Καλλικλῆς、英: Callicles、fl.c. 紀元前5世紀）は、プラトンの対話篇『ゴルギアス』の登場人物。実在の人物かは不明。
『ゴルギアス』は全3幕からなり、第1幕はゴルギアス、第2幕はポロス、第3幕はカリクレスが、ソクラテスと哲学的対話をする。カリクレスは真打にあたり、その過激な対話から、読者の印象に残りやすい登場人物となっている。
カリクレスはソクラテスを敵視し、反哲学や快楽主義、ニーチェの「奴隷道徳と貴族道徳」に似た「ノモスとピュシス」の思想を説いた。

## 人物
『ゴルギアス』以外の文献に登場せず、生涯は不詳である。実在か非実在かは議論がある。実在の場合は、歴史に名を残す前に政争などで早逝したとも考えられる。
作中から読み取れる人物像として、30歳前後の若手政治家だったこと、裕福な名門の生まれだったこと、ピンダロスやエウリピデスを引用するなど文学の素養があったこと、アテナイのアカルナイ区民だったこと、ゴルギアスのパトロンであり、当時自邸にゴルギアスが逗留していたこと、などが挙げられる。
ゴルギアスから教わった弁論術の力で、独裁者（僭主）に成り上がることを夢見ていた。大衆蔑視・エリート主義を強く抱いており、後述の思想にも反映されている。
演説は得意だが論争は弱く、ソクラテスに論駁されても負けを認めず、自分の発言を平然と撤回するなど不誠実な性格だった。最終的にゴルギアスからも不誠実さを叱責されてしまう。
ソクラテスのような専業的哲学者を嫌悪しているが、少年時代に友人たちと哲学にとりくんでいた過去がある。
ソフィストとみなされがちだが、作中ではソフィストを蔑視している。

## 思想
第3幕を通じて、ソクラテスが重んじる「哲学的生」（道徳的生）と対照的な、「政治的生」（欲望的生）の思想を説く。ただし、これがカリクレス独自の思想なのか、他人の思想なのか定かでない。当時のアテナイの政治家一般が抱いていた思想を、プラトンが「哲学が立ち向かうべき思想」とみなして、カリクレスに仮託したとも考えられる。政治重視と政治軽視の二つの思想が混在しているとも言われる。

### ノモスとピュシス
カリクレスによれば、第2幕でソクラテスが説いた「不正をされるよりも不正をする方が醜い」という倫理観は、大衆が作り出した「ノモス」（人為的な慣習）に過ぎず、「ピュシス」（自然）本来のあり方ではない。自然においては「不正をするよりも不正をされる方が醜い」。つまり、弱肉強食こそが自然の正義である。大衆がノモスを作ったのは、強者に多くを奪われないようにするためである。強者は自然の正義に従い、弱者たる大衆を支配するべきである。
カリクレスが説く強者の支配は、当時社会問題となっていた「プレオネクシア」（他者の権利を蹂躙し、利益を貪る行為）と関わる。
「ノモスとピュシス」の対比は、同時代のソフィストであるアンティポンやヒッピアスにも見られるが、カリクレスはソフィストを蔑視しており、思想も異なる。

### 反哲学
「……年をとってもまだ哲学なんかやっていて、それから離れようとしない人を見ると、ソクラテスさん、そんな奴はもう、ぶん殴ってやらなきゃならないと思うんです」—『ゴルギアス』485d（納富信留訳）
カリクレスによれば、哲学という活動は、少年がとりくむ分には良いが、成人後も続けるべき活動ではない。成人男性は哲学よりも政治にとりくむべきである。
いい歳をして政治より哲学にとりくんでいる人間を見ると、ぶん殴りたくなる。ソクラテスよ、あなたは自分が恥ずかしくないのか、そのままではいつか死刑になってしまうだろう。
これを聞いたソクラテスは、咎めるどころか、素晴らしい対話相手が現れたと喜ぶ。

### 快楽主義
カリクレスによれば、ピュシスに従った正しい生き方とは、欲望を抑制せず、欲望を満たして快楽を得続ける生き方である。真の徳とは節制ではなく放埒である。
これに対しソクラテスは、「穴のあいた大甕」「皮膚病で体を掻き続ける人」の比喩や「快苦と善悪の区別」を用いて論駁（エレンコス）し、カリクレスの快楽主義を瓦解させる。
その後、ソクラテスがカリクレスの思想を批判しつつ、ソクラテス自身の思想を説いて、対話が終わる。

## ニーチェとの関係
ニーチェの「奴隷道徳と貴族道徳」「ルサンチマン」、「力への意志」といった思想が、カリクレスの思想としばしば類似視される。
ニーチェは古典文献学者でもあり、カリクレスの思想を知っていた可能性がある。ただし、ニーチェの著作中にカリクレスの思想への明確な言及は無い。
ニーチェがカリクレスから影響を受けたとする説は、1959年、E・R・ドッズの小論『ソクラテス、カリクレス、ニーチェ』が強く主張した（ドッズは『ゴルギアス』の内容をファシズムやナチズムに重ね合わせてもいた）。21世紀現在、この影響説は賛否両論ある。